# Monomma splendidulum
Monomma splendidulum es una especie de coleóptero de la familia Monommatidae.

## Distribución geográfica
Habita en Celebes (Indonesia).